# Socialistiska republiken Makedonien
Socialistiska republiken Makedonien (makedonska: Социјалистичка Република Македонија, Socijalistička Republika Makedonija) var från 1943 en socialistisk delrepublik med etniska makedonier och en av sex konstituerade delstater i den Socialistiska federativa republiken Jugoslavien. Efter bytet av politiskt system till parlamentarisk demokrati 1990, bytte republiken officiellt namn till Republiken Makedonien 1991, och med Jugoslaviens upplösning utropade sig Makedonien till självständig stat den 8 september 1991.

### Fotnoter
1. ↑  Constitution of the Socialist Republic of Macedonia, 1974 - Official Gazette of the Republic of Macedonia (makedonska)
2. ↑  Устав Федеративне Народне Републике Југославије (1946), sr.wikisource.org, läst 19 oktober 2007. (serbokroatiska)
3. ↑  Устав Социјалистичке Федеративне Републике Југославије (1963), sr.wikisource.org, läst 19 oktober 2007. (serbokroatiska)
4. ↑  On This Day - Macedonian Information Agency - MIA Arkiverad 25 januari 2008 hämtat från the Wayback Machine., see: 1991 (makedonska)